# St. Paul (Kansas)
St. Paul es una ciudad ubicada en el condado de Neosho en el estado estadounidense de Kansas. En el año 2010 tenía una población de 629 habitantes y una densidad poblacional de 216,9 personas por km².

## Geografía
St. Paul se encuentra ubicada en las coordenadas 37°31′7″N 95°10′25″O / 37.51861, -95.17361 (37.518595, -95.173638).

## Demografía
Según la Oficina del Censo en 2000 los ingresos medios por hogar en la localidad eran de $33,393 y los ingresos medios por familia eran $41,563. Los hombres tenían unos ingresos medios de $30,385 frente a los $19,926 para las mujeres. La renta per cápita para la localidad era de $16,012. Alrededor del 10.7% de la población estaban por debajo del umbral de pobreza.